# Broeder Cesare Bonizzi
Broeder Cesare Bonizzi (ook bekend als Frate Cesare en Fratello Metallo ('Broeder Metal') (Offanengo, 15 maart 1946 – Bergamo, 18 november 2024) was een Italiaanse Franciscaanse monnik van de Ordo Fratrum Minorum Capucinorum, die in zijn laatste jaren ook bekend is geworden als heavy metal-zanger. Hij heeft verschillende platen opgenomen, van new age tot rock en metal. Belangrijke invloedsbronnen voor zijn muzikale transformatie naar heavy metal waren Megadeth en Metallica.

## Levensloop
Broeder Bonizzi werd in 1946 geboren in Offanengo. Hij ging in 1975 het klooster in en vervulde missionair werk in Ivoorkust. Na zijn terugkeer naar Italië werd hij in 1983 priester. Sinds 1980 zag hij muziek als een manier van contemplatie en spirituele devotie. In de jaren erna nam hij verschillende albums op. Na een bezoek aan een concert van de heavy metal-band Metallica, raakte hij gepassioneerd over deze muziek. "Metal is de meest energieke, vitale, diepe en ware muzikale taal die ik ken", aldus de broeder. Bonizzi ontwikkelde zijn eigen muzikale variant die hij metrock noemde, een kruising tussen metal en rock. Zijn teksten gaan over het echte leven, de broeder schuwde onderwerpen als seks, drugs en alcohol niet. Sommige teksten behandelen ook het geloof en religie.
De plaat die zijn transformatie naar heavy metal het duidelijkst laat zien is Fratello Metallo's album 'Misteri' (2008). Fratello Metallo is tevens de naam van de groep waarmee de broeder optrad. Het was in 2008 de openingsact van het grootste heavy metal-evenement in Italië, Gods of Metal. Broeder Bonizzi trad altijd op in habijt. Soms maakte hij tijdens een concert de in heavy metal-kringen populaire duivelshoorns of bokkegroet, de pink en wijsvinger gestrekt, de andere vingers ertussen gevouwen. Het geldt als een teken van de duivel, maar de broeder interpreteerde het als een teken van liefde, zoals in de gebarentaal: "Ik hou van jou".
Hij overleed op 78-jarige leeftijd.

## Discografie
Als Frate Cesare
- Come fiamma (1990)
- Assisi oggi
- Primi passi (2000)
- Straordinariamente ovvio
- Maria eD"IO"
- Francesco come noi
- Eucredo (1990)
- Droghe (2002)
- Vie Crucis (2007)
- Il LA cristiano (2008)

Als Fratello Metallo
- Misteri (2008)
- Puntine metalliche